# Каде Халід Баткерійович
Халід Баткерійович Каде (3 березня 1909, аул Афіпсип, тепер Тахтамукайського району, Адигея, Російська Федерація — 15 жовтня 1958, місто Краснодар, тепер Російська Федерація) — радянський державний діяч, 1-й секретар Адигейського обласного комітету ВКП(б), голова Адигейського облвиконкому. Депутат Верховної ради РРФСР 2-го скликання. Депутат Верховної ради СРСР 3—4-го скликань.

## Життєпис
Народився в селянській родині. До 1929 року працював у своєму господарстві, у 1929 році вступив до колгоспу.
У 1931—1933 роках служив у Червоній армії.
Член ВКП(б) з 1931 року.
З 1933 по 1935 рік навчався в Краснодарській вищій комуністичній сільськогосподарській школі.
У 1935—1936 роках — завідувач партійного кабінету Тахтамукайського районного комітету ВКП(б) Адигейської АО.
З квітня 1936 по червень 1938 року — заступник директора Тахтамукайської машинно-тракторної станції з політичної частини Адигейської АО.
У червні — вересні 1938 року — інструктор Адигейського обласного комітету ВКП(б).
У вересні 1938 — січні 1940 року — голова виконавчого комітету Адигейської обласної ради.
2 лютого — 31 березня 1940 року — 2-й секретар Адигейського обласного комітету ВКП(б). З посади звільнений «у зв'язку з виїздом на навчання».
З 1941 по 1945 рік — на політичній роботі в Червоній армії, учасник німецько-радянської війни. Після закінчення курсів підготовки військових комісарів при Військово-політичній академії імені Леніна з листопада 1941 року служив інспектором політичного відділу 64-ї армії, з 1942 року був начальником організаційно-інструкторського відділення політвідділу 24-ї армії, 64-ї армії, 7-ї гвардійської армії. Входив до складу військової групи з полону фельдмаршала Паулюса. Пройшов бойовий шлях від Сталінграда до Праги, брав участь у Сталінградській битві, битві на Курській дузі, форсуванні Дніпра, Кишинівській операції.
У 1945 — січні 1947 року — слухач Вищої партійної школи при ЦК ВКП(б) у Москві.
У січні 1947 — серпні 1948 року — 2-й секретар Адигейського обласного комітету ВКП(б).
У серпні 1948 — квітні 1949 року — голова виконавчого комітету Адигейської обласної ради депутатів трудящих.
16 березня 1949 — 8 лютого 1954 року — 1-й секретар Адигейського обласного комітету ВКП(б).
У 1954—1955 роках — слухач Курсів перепідготовки при ЦК КПРС.
У 1955—1956 роках — завідувач відділу промислових товарів Краснодарського крайового комітету КПРС.
У 1956 — 15 жовтня 1958 року — голова Краснодарської крайової ради профспілки працівників харчової промисловості.
Помер 15 жовтня 1958 року після тривалої хвороби в місті Краснодарі.

## Звання
- батальйонний комісар
- майор
- підполковник

## Нагороди
- два ордени Червоного Прапора (31.10.1943, 31.01.1945)
- орден Вітчизняної війни ІІ ст.
- орден Трудового Червоного Прапора (16.3.1940)
- два ордени Червоної Зірки (19.10.1942, 9.03.1943)
- орден «Знак Пошани»
- медаль «За бойові заслуги»
- медаль «За оборону Москви»
- медаль «За оборону Сталінграда» (1942)
- медаль «За перемогу над Німеччиною у Великій Вітчизняній війні 1941—1945 рр.»
- медалі